# Diocese de Copenhague
A Diocese de Copenhague é uma diocese de rito latino da Igreja Católica. Abrange toda a Dinamarca (como em províncias vizinhas onde nenhum dos bispados pré-Reforma Protestante foram restabelecidas depois que o luteranismo se tornou a igreja oficial do estado novo, no século XVI) além das duas possessões dinamarqueses ultramarinas, as Ilhas Faroé e a Groenlândia. Estima-se que 44 mil (0,8%) dos 5.700.000 habitantes do território diocesano são católicos romanos.
O atual bispo, nomeado em 1995, é Czeslaw Kozon. Hans Martensen Ludvig, SJ, é o bispo emérito. A igreja principal da diocese é a Catedral de Santo Ansgário.
Os antigos bispados de Ribe e Odense foram incorporados à diocese. A Diocese de Copenhague é diretamente sujeita à Santa Sé.
Foi criada em 7 de agosto de 1868 como o Vicariato Apostólico das Missões do Norte. Em 1869, foi rebaixada a Prefeitura Apostólica da Dinamarca. Em 15 de março de 1892, foi novamente promovida a Vicariato Apostólico da Dinamarca. Somente em 29 de abril de 1953 foi elevada a diocese de pós-missionário de København.

## Bispos
|        | Nome                            | Período   | Notas  |        |
| Bispos | Bispos                          | Bispos    | Bispos | Bispos |
| ------ | ------------------------------- | --------- | ------ | ------ |
| 6°     | Czeslaw Kozon                   | 1995-     | Atual  |        |
| 5º     | Hans Ludvig Martensen, S.J. †   | 1965-1995 |        |        |
| 4º     | Johannes Theodor Suhr, O.S.B. † | 1938-1964 |        |        |
| 3°     | Josef Ludwig Brems, O.Praem. †  | 1922-1938 |        |        |
| 2º     | Johannes Von Euch †             | 1884-1922 |        |        |
| 1º     | Hermann Grüder †                | 1869-1883 |        |        |